# Chien blanc
Chien blanc est un roman de Romain Gary, écrit en 1969 et publié le 20 mars 1970 aux éditions Gallimard. Il a été adapté au cinéma dans les films Dressé pour tuer réalisé par Samuel Fuller en 1982 et Chien blanc réalisé par Anaïs Barbeau-Lavalette en 2022. 

## Résumé
« C’était un chien gris avec une verrue comme un grain de beauté sur le côté droit du museau et du poil roussi autour de la truffe, ce qui le faisait ressembler au fumeur invétéré sur l’enseigne du Chien-qui-fume, un bar-tabac à Nice, non loin du lycée de mon enfance. »

— Incipit de Chien Blanc, Romain Gary
Batka, un grand berger allemand, fait irruption dans la vie de l'auteur et de sa femme, la célèbre actrice Jean Seberg, alors que le couple habite à Hollywood. L'action se déroule en Californie, puis en France, au début de 1968, en pleine lutte des Noirs américains pour leurs droits civiques et pendant les émeutes raciales qui suivent l'assassinat de Martin Luther King.
Jean Seberg est à cette époque très engagée personnellement aux côtés des Noirs américains et de leurs causes, participant à diverses réunions et faisant de nombreux dons. Au grand dam de ses nouveaux maîtres, Batka se révèle être un chien blanc, c'est-à-dire un chien élevé dans un des États du Sud et dressé à attaquer spécifiquement les Noirs. Ne pouvant se résoudre à le faire abattre, Romain Gary décide avec l'aide d'un Noir, Keys, un employé d'un pseudo-parc zoologique spécialisé dans l'extraction des venins de serpents, de rééduquer le chien.

## Analyse
Chien blanc est un roman en grande partie inspiré de la vie de Romain Gary à la fin des années 1960. Ce livre est l'occasion pour l'auteur de dénoncer tous les racismes et toutes les hypocrisies. Racisme des blancs envers les noirs, mais aussi racisme en retour des noirs et hypocrisie des blancs (notamment dans le milieu du cinéma) qui ont parfois des raisons bien peu désintéressées de s'associer à la lutte pour la déségrégation. Sur le fond coloré des événements traumatiques de l'époque (la guerre du Viêt Nam et les événements de mai 68 à Paris), le roman donne l'occasion à Romain Gary de dévoiler un profond humanisme et d'écrire un vibrant plaidoyer contre la bêtise.

## Adaptations au cinéma
L'histoire a inspiré à Samuel Fuller la réalisation du film purement fictionnel Dressé pour tuer sorti en 1982.
Chien blanc a aussi été adapté au Québec par Anaïs Barbeau-Lavalette, en 2022, sous ce titre.

## Éditions
- Éditions Gallimard, 1970  (ISBN 9782070270224).
- Éditions Gallimard, coll. « Folio », no 50, 1972  (ISBN 9782070360505), 224 p.
- in Légendes du je, éditions Gallimard, coll. « Quarto », 2008  (ISBN 9782070121861)
- in Romans et récits, tome 2, Bibliothèque de la Pléiade, éditions Gallimard, 2019  (ISBN 9782070147106)